# Nikolaj Markussen
Nikolaj Rømer Berg Markussen (* 1. August 1988 in Helsinge) ist ein dänischer Handballspieler.
Der 2,11 Meter große und 95 Kilogramm schwere linke Rückraumspieler stand beim dänischen Erstligisten Nordsjælland Håndbold unter Vertrag. Zur Saison 2011/2012 wechselte er zu Atlético Madrid, wo er 2012 den spanischen Pokal gewann. Im März 2013 wechselte er zum Verein al-Jaish aus Katar. In der Saison 2014/15 lief er für den dänischen Verein Skjern Håndbold auf. Mit Skjern gewann er am 29. März 2015 den dänischen Pokal der Saison 2013/14. Ab dem Sommer 2015 stand er beim dänischen Klub Bjerringbro-Silkeborg unter Vertrag. Mit Bjerringbro-Silkeborg gewann er 2016 die Meisterschaft. In der Saison 2020/21 lief er für den ungarischen Erstligisten KC Veszprém auf. Mit Veszprém gewann er 2021 den ungarischen Pokal. Zur Saison 2021/22 wechselte Markussen zum dänischen Erstligisten Team Tvis Holstebro.
Nikolaj Markussen bestritt bislang 68 Länderspiele für die dänische Nationalmannschaft, in denen er 142 Treffer erzielte. Im Jahr 2012 gewann er mit Dänemark die Europameisterschaft. Bei der XVII. Junioren-Weltmeisterschaft 2009 wurde er in das All-Star-Team gewählt. Im Sommer 2012 nahm er an den Olympischen Spielen in London teil. Bei der Weltmeisterschaft 2019 wurde er Weltmeister.